# PlayStation Studios

PlayStation Studios est un groupe de développeurs de jeux vidéo appartenant à Sony Interactive Entertainment (SIE), créé en 2005.
Il s'agit d'une entité interne unique supervisant tous les studios de développement en propriété exclusive au sein de SIE. Elle est responsable de la direction créative et stratégique du développement et de la production de tous les logiciels de divertissement informatique par tous les studios appartenant à SIE, généralement tous produits exclusivement pour la famille de consoles PlayStation.

## Histoire
Le 7 novembre 2019, Hermen Hulst remplace Shuhei Yoshida à la tête des studios mondiaux PlayStation,.
Le 23 février 2021, le PDG de SIE, Jim Ryan, annonce que SIE Worldwide Studios va porter la plupart de ses jeux exclusifs sur PC après le succès du portage d'Horizon Zero Dawn.
Le 17 mars 2025, dans un podcast du journaliste Jeff Gerstmann (en), l'ancien réalisateur chez Treyarch, Jason Blundell (en), confirme avoir créé son propre studio sous le pavillon PlayStation Studios. Celui-ci s'appelle « Dark Outlaw Games » et regroupe des anciens membres de Treyarch et de Deviation Games,,.
Le 7 avril 2025, PlayStation annonce l'ouverture d'un nouveau studio, teamLFG,. Le studio est originalement créé au sein de Bungie, mais est transféré au sein des PlayStation Studios,,,.

## PlayStation Studios

### Studios actifs
PlayStation Studios possède 19 studios dans le monde entier.
| Nom                      | Emplacement              | Fondé | Acquis | Notes                                                                |
| ------------------------ | ------------------------ | ----- | ------ | -------------------------------------------------------------------- |
| Bend Studio              | Bend, États-Unis         | 1993  | 2000   | Développeur de Syphon Filter et Days Gone.                           |
| Bluepoint Games          | Austin, États-Unis       | 2006  | 2021   | Développeur des remakes de Shadow of the Colossus et Demon's Souls.  |
| Dark Outlaw Games        | Los Angeles, États-Unis  | 2025  | -      | -                                                                    |
| Firesprite               | Liverpool, Angleterre    | 2012  | 2021   | Co-développeur d'Horizon Call of the Mountain.                       |
| Guerrilla Games          | Amsterdam, Pays-Bas      | 2000  | 2005   | Développeur d'Horizon Zero Dawn et Killzone.                         |
| Haven Studios            | Montréal, Canada         | 2021  | 2022   | Développeur de Fairgame$.                                            |
| Housemarque              | Helsinki, Finlande       | 1995  | 2021   | Développeurs de Returnal, Super Stardust HD, Dead Nation et Resogun. |
| Insomniac Games          | Burbank, États-Unis      | 1994  | 2019   | Développeur de Marvel's Spider-Man, Ratchet & Clank et Resistance.   |
| Media Molecule           | Guildford, Angleterre    | 2006  | 2010   | Développeur de Dreams et Little Big Planet.                          |
| Malaysia Studio          | Kuala Lumpur, Malaysie   | 2020  | -      | Studio de support.                                                   |
| Naughty Dog              | Santa Monica, États-Unis | 1984  | 2001   | Développeur de Jak and Daxter, Uncharted et The Last of Us.          |
| Nixxes Software          | Utrecht, Pays-Bas        | 1999  | 2021   | Studio spécialisé dans les portages sur PC.                          |
| Polyphony Digital        | Tokyo, Japon             | 1998  | -      | Développeur de la série Gran Turismo.                                |
| SIE San Diego Studio     | San Diego, États-Unis    | 2001  | -      | Développeur de la série MLB The Show.                                |
| Santa Monica Studio      | Los Angeles, États-Unis  | 1999  | -      | Développeur de la série God of War.                                  |
| Sucker Punch Productions | Bellevue, États-Unis     | 1997  | 2011   | Développeur de Sly Cooper, inFamous et Ghost of Tsushima.            |
| Team Asobi               | Tokyo, Japon             | 2012  | 2021   | Développeur d’Astro Bot Rescue Mission et d’Astro's Playroom.        |
| teamLFG                  | Bellevue, États-Unis     | 2025  | -      | -                                                                    |
| Valkyrie Entertainment   | Seattle, États-Unis      | 2002  | 2021   | Studio de support.                                                   |

### Anciens studios
| Nom                       | Emplacement                          | Fondé | Acquis | Cédé | Sort                   |
| ------------------------- | ------------------------------------ | ----- | ------ | ---- | ---------------------- |
| Manchester Studio         | Manchester, Angleterre               | 2015  | -      | 2020 | Fermé                  |
| Bigbig Studios            | Royal Leamington Spa, Angleterre     | 2001  | 2007   | 2012 | Fermé                  |
| Camden Studio             | Camden Town, Angleterre              | 1998  | -      | 2002 | Fusionné               |
| Evolution Studios         | Runcorn, Angleterre                  | 1999  | 2007   | 2016 | Fermé                  |
| Firewalk Studios          | Bellevue, Washington                 | 2018  | 2023   | 2024 | Fermé                  |
| Guerrilla Cambridge       | Cambridge, États-Unis                | 1997  | -      | 2017 | Fermé                  |
| Incognito Entertainment   | Salt Lake City, États-Unis           | 1999  | 2002   | 2009 | Fermé                  |
| Liverpool Studio          | Liverpool, Angleterre                | 1984  | 1993   | 2012 | Fermé                  |
| Neon Koi                  | Helsinki, Finlande Berlin, Allemagne | 2020  | 2022   | 2024 | Fermé                  |
| Pixelopus                 | San Mateo, États-Unis                | 2014  | -      | 2023 | Fermé                  |
| SIE Japan Studio          | Tokyo, Japon                         | 1993  | -      | 2021 | Absorbé par Team Asobi |
| SIE London Studio         | Londres, Angleterre                  | 2002  | -      | 2024 | Fermé                  |
| Sony Online Entertainment | San Diego, États-Unis                | 1995  | -      | 2015 | Vendu                  |
| Zipper Interactive        | Redmond (Washington), États-Unis     | 1995  | 2006   | 2012 | Fermé                  |

## Autres divisions

### ICE Team
Naughty Dog héberge l’équipe ICE, l’un des groupes technologiques centraux de Sony dans le monde des studios. Le terme ICE signifie à l'origine Initiative for a Common Engine qui décrit l'objectif initial du groupe. L'ICE se concentre sur la création de technologies graphiques de base pour les exclusivités de Sony, y compris les composants du moteur jeu à faible niveau, le traitement des pipelines graphiques, des outils de soutien et de profilage graphiques et des outils de débogage. L’équipe ICE soutient également des Développeurs tiers avec une suite de composants de moteur et un outil d’analyse graphique, de profilage et de débogage pour RSX. Les deux permettent aux développeurs d’optimiser les performances du matériel PlayStation.

### XDev
SIE XDev Europe, créé en 2000 et basé à Liverpool, en Angleterre collabore avec des studios de développement indépendants en Europe et dans d’autres territoires PAL pour publier du contenu sur des plates-formes PlayStation du monde entier. XDev a aidé à créer et à publier des titres tels que Little Big Planet, Buzz!, MotorStorm, Invizimals, Super Stardust HD, Tearaway et Resogun. Les partenaires incluent des développeurs indépendants tels que Magenta Software, Novarama, ainsi que des filiales de SCE telles que Housemarque, Media Molecule et Guerrilla Games. En plus de financer des projets, XDev offre un soutien complet à la production, à la gestion de projet et à la conception de jeux. Les titres sont également pris en charge avec la gestion de communauté, la production en ligne et des installations de gestion dédiées à la sous-traitance. XDev travaille directement avec les équipes de marketing et de relations publiques de tous les territoires de Sony pour promouvoir et publier des jeux dans le monde entier.

## Principales franchises
Les franchises Gran Turismo, God of War, Uncharted et The Last of Us font partie des plus importants succès populaires de la compagnie, les franchises Shadow of the Colossus, Horizon Zero Dawn, Ghost of Tsushima et Returnal comptent parmi les plus jolies réussites critiques.
La liste des principales franchises listées ci-dessous tient compte des studios acquis par Sony / Playstation comme  Naughty Dog, Insomniac Games, Guerrilla Games, Sucker Punch Productions, Bungie Studios, Housemarque, Team Asobi et Bend Studio mais uniquement après les dates de rachats :
- 1995 - Wipeout
- 1997 - Alundra
- 1997 - Gran Turismo
- 1997 - Everybody's Golf
- 1998 - MediEvil
- 1999 - Ape Escape
- 2000 - Toutes les franchises de Bend Studio.
- 2001 - Toutes les franchises de Naughty Dog *.
- 2001 - Ico
- 2001 - Kinetica
- 2005 - Toutes les franchises de Guerrilla Games.
- 2005 - God of War
- 2005 - Shadow of the Colossus
- 2006 - LocoRoco
- 2006 - PaRappa the Rapper
- 2006 - MLB The Show
- 2007 - Uncharted
- 2008 - LittleBigPlanet
- 2009 - Demon's Souls
- 2009 - Fat Princess
- 2009 - Flower
- 2009 - EyePet
- 2009 - Invizimals
- 2011 - Toutes les franchises de Sucker Punch Productions.
- 2011 - PlayStation Move Heroes
- 2012 - PlayStation All-Stars Battle Royale
- 2012 - Gravity Rush
- 2012 - Journey
- 2013 - The Last of Us
- 2013 - Knack
- 2013 - Rain
- 2014 - PlayStation Vita Pets
- 2015 - The Order: 1886
- 2015 - Until Dawn
- 2015 - Bloodborne
- 2016 - The Last Guardian
- 2017 - Horizon
- 2019 - Days Gone
- 2019 - Blood & Truth
- 2019 - Concrete Genie
- 2019 - Toutes les franchises de Insomniac Games **.
- 2020 - Ghost of Tsushima
- 2021 - Toutes les franchises de Housemarque.
- 2021 - Toutes les franchises de Team Asobi.
- 2021 - Destruction AllStars
- 2021 - Returnal

- * Sauf la licence et les jeux vidéo Crash Bandicoot et CTR appartient à Activision Blizzard.
- ** Sauf la licence et les jeux vidéo Spyro appartient à Activision Blizzard.
- ** Sauf la licence, les comics, les dessins animés, les goodies et les jeux vidéo Marvel's Spider-Man appartient à Marvel / Disney. Les droits cinématographique de Spider-Man appartient à Sony.